# Odonteus armiger
Odonteus armiger (Scopoli, 1772) è un coleottero appartenente alla famiglia Bolboceratidae.

## Descrizione

### Adulto

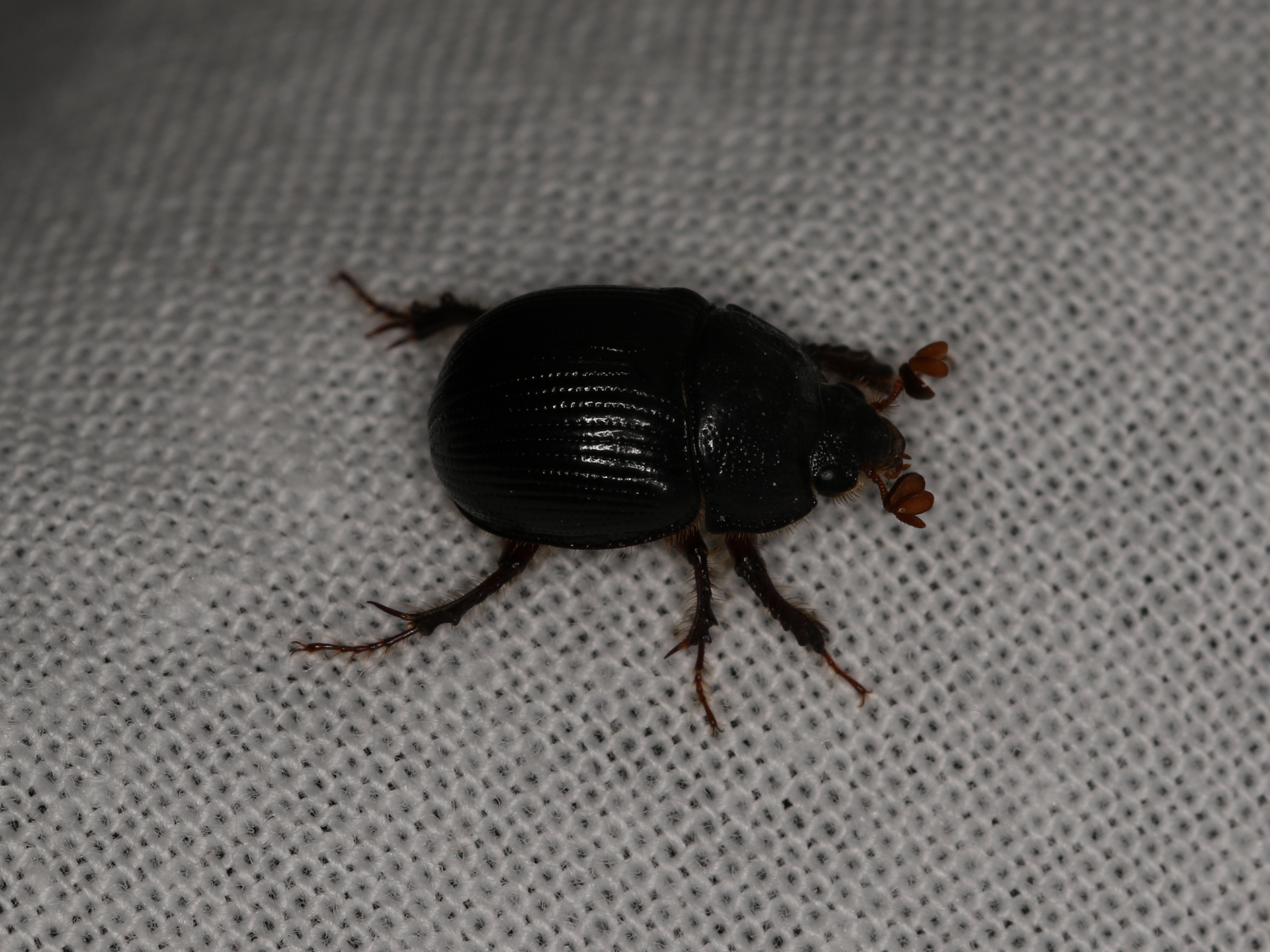
Esemplare femmina.

O. armiger si presenta come un coleottero di piccole dimensioni (5.5-10 mm) dalla forma emisferica e dal colore nero anche se si possono incontrare esemplari ben più chiari. Le elitre presentano solchi verticali visibili e punteggiati. I maschi sono facilmente distinguibili dalle femmine per via della presenza di un vistoso corno cefalico e due più piccole corna toraciche, totalmente assenti nelle femmine che presentano solo un piccolo solco trasversale sul pronoto.

## Biologia
Gli adulti compaiono in primavera, sono visibili anche durante l'estate e volano al crepuscolo. Si sa poco sulla loro bionomia, molto probabilmente si nutrono di funghi specialmente quelli che si sviluppano nelle tane dei conigli (anche se sembra che l'insetto approfitti solo opportunisticamente di tali tane) e si possono incontrare dalla pianura fino ai 2000 m sia nei boschi che in prati aperti.

## Distribuzione
O. armiger si può reperire in tutta l'Europa, escludendo l'estremo nord e l'estremo sud del continente. É presente anche in Italia su gran parte della penisola ma è assente dalle isole. La sua distribuzione extraeuropea è ancora da chiarire.